# Adalbert Wimmenauer
Adalbert Wimmenauer, auch Adelbert Wimmenauer (* 2. Februar 1869 in Mülheim an der Ruhr; † (gefallen) 17. November 1914 bei Ypern, Belgien), war ein deutscher Landschafts-, Porträt- und Figurenmaler der Düsseldorfer Schule.

## Leben

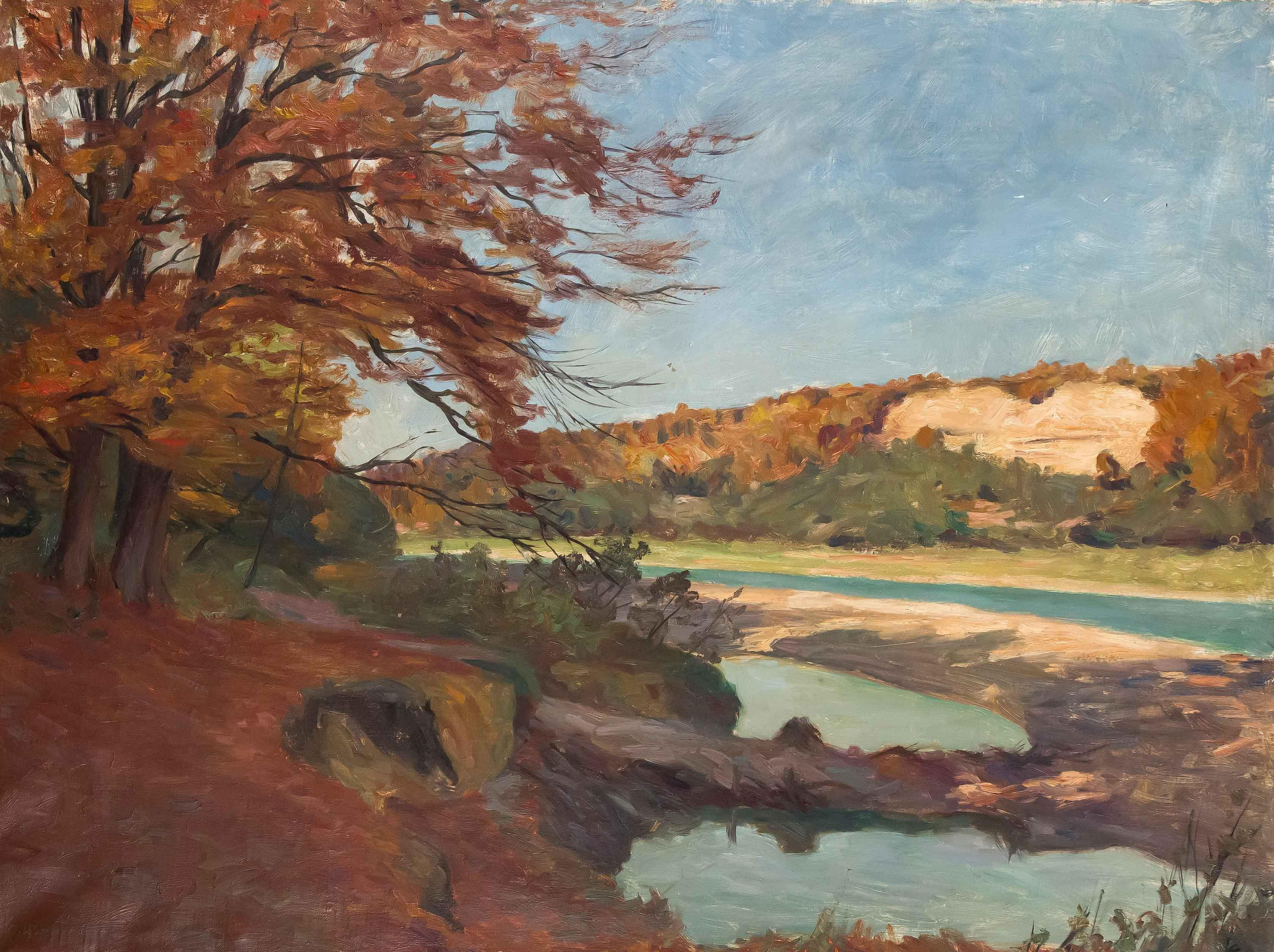
Landschaftsstudie

Adalbert Wimmenauer war ein Sohn des am 20. Januar 1842 in Neckarsteinach geborenen Gymnasiallehrers Theodor Wimmenauer. Die letzte pädagogische Wirkungsstätte seines Vaters war das Gymnasium Adolfinum Moers, das Adalbert von 1882 bis 1887 besuchte. Nach dem Abitur studierte er bis 1889/1890 an der Kunstakademie Düsseldorf Malerei. Dort waren Heinrich Lauenstein, Hugo Crola und Adolf Schill seine Lehrer. Danach wurde er Schüler von Max Liebermann in Berlin und Hans Thoma in Karlsruhe. Als freier Künstler ließ er sich in München nieder, kehrte aber immer wieder an den Niederrhein zurück, dessen Landschaft er als Freilichtmaler schätzte. Außerdem unternahm er Studienreisen in die Niederlande, nach Belgien und Italien.
1914 meldete sich Wimmenauer freiwillig zum Einsatz im Ersten Weltkrieg. Mit dem Königlich Bayerischen 16. Reserve-Infanterie-Regiment, in dem seinerzeit auch Adolf Hitler diente, zog er in die Erste Flandernschlacht. Am 17. November 1914 traf ihn eine Granate tödlich.
Wimmenauers impressionistisch geprägte Landschaftsmalerei ist oft von zurückhaltender Farbigkeit gekennzeichnet. Zu seinem 100. Todestag veranstaltete das Grafschafter Museum in Moers eine Ausstellung seiner Werke.